# Championnat de La Réunion de football 1972
Le Championnat de La Réunion de football 1972 était la 22e édition de la compétition qui fut remportée par la JS Saint-Pierroise.

## Classement
| Rang | Équipe                 | Pts | J  | G  | N | P  | Bp | Bc | Diff |
| ---- | ---------------------- | --- | -- | -- | - | -- | -- | -- | ---- |
| 1    | JS Saint-Pierroise (T) | 48  | 18 | 13 | 4 | 1  | 53 | 22 | +31  |
| 2    | SS Patriote            | 41  | 18 | 11 | 4 | 3  |    |    |      |
| 3    | SS Saint-Louisienne    | 41  | 18 | 10 | 3 | 5  |    |    |      |
| 4    | AS Marsouins (P)       | 36  | 18 | 8  | 2 | 8  | 30 | 33 | -3   |
| 5    | US Bénédictine (C)     | 35  | 18 | 8  | 1 | 9  | 41 | 32 | +9   |
| 6    | SS Excelsior           | 35  | 18 | 8  | 1 | 9  | 29 | 34 | -5   |
| 7    | SS Jeanne d'Arc        | 35  | 18 | 7  | 3 | 8  | 41 | 30 | +11  |
| 8    | CS Saint-Denis (P)     | 34  | 18 | 5  | 6 | 7  |    |    |      |
| 9    | FC Ouest               | 31  | 18 | 4  | 5 | 9  | 33 | 39 | -6   |
| 10   | SS Tamponnaise         | 21  | 18 | 1  | 1 | 16 |    |    |      |

|  | Relégation en 2e division |